# تيار ليوين

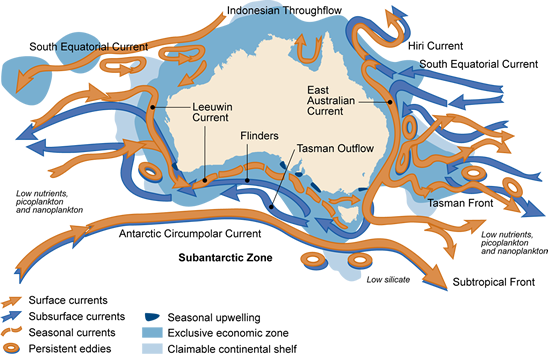
تيارات المحيط المحيطة بأستراليا. يمكن رؤية تيار Leeuwin قبالة الساحل الغربي الأسترالي.

تيار ليوين هو تيار محيط دافئ يتدفق جنوبًا بالقرب من الساحل الغربي لأستراليا. وهي تدور حول كيب ليوين لدخول المياه جنوب أستراليا حيث يمتد نفوذها حتى تسمانيا.
هو المحيط الحالي الاستوائي، اللدي يتألف من الماء الدافئ مع انخفاض الملوحة، وفي أعقاب الساحل الغربي " أستراليا، التي تؤثر على الاسماك والنباتات البحرية للمناخ الجنوبي الغربي ومن أستراليا وتسمانيا. يتبع أكثر من 5000  كم ، وهو أطول تيار ساحلي مستمر تم تحديده حتى الآن. تناسبه في شريط رقيق بعرض 50  كم وعمق 200 إلى 250  م ، يمتد على طول الحافة الخارجية لرصيف القاري.